# Mauritânia nos Jogos Olímpicos de Verão de 2020
A Mauritânia participa nos Jogos Olímpicos de Verão de 2020 em Tóquio. Originalmente programados para ocorrerem de 24 de julho a 9 de agosto de 2020, os Jogos foram adiados para 23 de julho a 8 de agosto de 2021, por causa da pandemia COVID-19. Será a 10ª participação da nação nos Jogos Olímpicos de Verão desde sua estreia em 1984.

## Competidores
Abaixo está a lista do número de competidores nos Jogos.
| Esporte   | Masculino | Feminino | Total |
| --------- | --------- | -------- | ----- |
| Atletismo | 1         | 1        | 2     |
| Total     | 1         | 1        | 2     |

## Atletismo
A Mauritânia recebeu vagas de Universalidade da IAAF para enviar dois atletas (um por gênero) para os Jogos.
- Nota– As posições para os eventos de pista são em relação à bateria do atleta
- Q = Qualificado para a próxima fase
- q = Qualificado para a próxima fase como o perdedor mais rápido ou, em eventos de campo, pela posição sem atingir o alvo para qualificação
- NR = Recorde nacional
- N/A = Fase não aplicável para o evento
- Bye = Atleta não precisou disputar aquela fase

Eventos de pista e estrada
| Atleta          | Evento           | Eliminatória | Eliminatória | Semifinal | Semifinal | Final     | Final   |
| Atleta          | Evento           | Resultado    | Posição      | Resultado | Posição   | Resultado | Posição |
| --------------- | ---------------- | ------------ | ------------ | --------- | --------- | --------- | ------- |
| Abidine Abidine | 5000 m masculino |              |              |           |           |           |         |
| Houlèye Ba      | 100 m feminino   |              |              |           |           |           |         |